# Palača Charlottenborg
Palača Charlottenborg (dansko Charlottenborg Slot) je velik mestni dvorec na vogalu ulic Kongens Nytorv in Nyhavn v Københavnu na Danskem. Prvotno je bil zgrajen kot rezidenca za Ulrika Frederika Gyldenløveja, služi pa kot baza Kraljeve danske akademije lepih umetnosti od njene ustanovitve leta 1754. Danes sta v njem tudi Kunsthal Charlottenborg, ustanova za sodobno umetnost, in Danmarks Kunstbibliotek, Kraljeva umetnostna knjižnica.

## Zgodovina

### Gyldenløvejev dvorec
Kraj je podaril kralj Krisitjan V. Danski svojemu polbratu Ulriku Frederiku Gyldenløveju 22. marca 1669 v zvezi z ustanovitvijo Kongens Nytorv. Gyldenløve je svoj novi dvorec zgradil od leta 1672 do 1683 kot prvo stavbo na novem trgu.
Glavni trakt in dva stranska trakta so bili zgrajeni od leta 1672 do 1677, verjetno pod vodstvom arhitekta Ewerta Janssena. Leta 1783 so dvorec razširili z zadnjim, četrtim traktom, ki ga je zasnoval Lambert van Haven. Uporabljene opeke so prinesli z gradu Kalø na Jutlandiji, ki ga je imel v lasti Gyldenløve in ga je porušil.
Na stara leta je velika graščina postala prevelika za Gyldenløveja, ki jo je leta 1700 prodal vdovi kraljici Charlotte Amalie, od tod tudi ime. Gyldenløve je zgradil nov, manjši dvorec na vogalu Bredgade in Dronningens Tværgade, ki je postal znan kot Gyldenløvejev mali dvorec, zdaj Moltkejev dvorec, po kasnejšem lastniku, kjer je živel do svoje smrti leta 1705.
Po smrti kralja Kristijana V. leta 1699 je kraljica mati Charlotte Amalie kupila palačo za 50.000 danskih kron in jo preimenovala v palačo Charlottenborg. Leta 1714, ko je umrla vdova kraljica, je kraj prešel v last kralja Kristijana VI. Prenove so se začele v letih 1736–1737, njena uporaba in uporabniki pa so se za nekaj časa spreminjali. Zgrajeno je bilo majhno gledališče, ki se uporablja za različne koncerte, opere in gledališke predstave. V vrtu palače je bil med letoma 1778 in 1872 botanični vrt.

### Kraljeva danska akademija lepih umetnosti
Leta 1701 je v palači začela delovati stara Akademija umetnosti. Majhna šola je počasi rasla in je bila končno uradno odprta v palači Charlottenborg 31. marca 1754. Leta 1787 je bilo lastništvo palače preneseno Kraljevi danski akademiji umetnosti. Akademija še vedno zaseda palačo.

## Arhitektura
Charlottenborg je štirikrilna trinadstropna stavba, zasnovana v nizozemskem baročnem arhitekturnem slogu, vendar tudi z nekaj italijanskega vpliva. Glavni trakt proti trgu ima osrednji rizalit, ki ga obdajata izrazitejša dvopolna vogalna rizalita. Vsi trije so okrašeni z balustradami. Osrednji rizalit je okrašen s korintskimi pilastri in toskansko/dorskim portalom z balkonom. Fasada ima okraske iz peščenjaka in okenske pedimente.
Spodnje zadnje krilo sestavljajo trije paviljoni. Osrednji paviljon ima spodaj toskansko arkado, zgoraj niše z doprsnimi kipi in lanterno na bakreni strehi.

### Notranjost
Tlorisno spominja na francoske gradove. Ima piano nobile s banketno dvorano nad glavnim vhodom, z izhodom na balkon, pritličje z nižjimi stropi in drugo nadstropje za služabnike s še nižjimi stropi. Ta ureditev je postala značilna za dvorce in meščanske hiše v celotnem 18. stoletju.
V zadnjem traktu je nad arkado dobro ohranjena kupolasta baročna soba s čudovitim štukaturnim stropom.

## Sodobne dejavnosti
- Kraljeva danska akademija umetnosti
- Kunsthal Charlottenborg, razstavna dvorana
- Danska nacionalna umetnostna knjižnica

## V popularni kulturi
V dramskem filmu The Danish Girl iz leta 2015 je Charlottenborg kraj, kjer se srečata Einar (Eddie Redmayne) in Gerda (Alicia Vikander) kot študenta na Kraljevi danski akademiji za likovno umetnost.